# Ruth Usoro
Ruth Usoro (8 ottobre 1997) è una lunghista e triplista nigeriana.

## Biografia
Studentessa della Texas Tech University dal 2018, nel 2021 fa registrare il record nazionale nigeriano del salto triplo con la misura di 14,50 m e nel 2022 prende parte ai campionati mondiali di atletica leggera indoor di Belgrado, dove si classifica ottava nel salto in lungo. Lo stesso anno si classifica undicesima nel salto in lungo anche ai campionati mondiali all'aperto di Eugene, dove partecipa anche alla gara del salto triplo, senza però riuscire ad approdare in finale. Ai Giochi del Commonwealth di Birmingham si piazza quinta e sesta rispettivamente nel salto triplo e nel salto in lungo.
Nel 2023 torna a partecipare ai campionati mondiali di Budapest, dove si ferma ai gruppi di qualificazione nel salto in lungo, mentre l'anno successivo è medaglia d'oro del salto triplo ai Giochi panafricani di Accra 2024, dove riesce a conquistare anche la quarta posizione nel salto in lungo.
In carriera ha conquistato due titoli di campionessa nazionale nigeriana assoluta: uno nel salto triplo nel 2022 e uno nel salto in lungo nel 2023.

## Record nazionali
- Salto triplo: 14,50 m ( Lubbock, 10 aprile 2021)

## Progressione

### Salto in lungo
| Stagione | Misura>   | Luogo   | Data      | Rank. Mond. |
| -------- | --------- | ------- | --------- | ----------- |
| 2024     | 6,87 m(i) | Lubbock | 9-2-2024  |             |
| 2023     | 6,87 m(i) | Lubbock | 27-1-2023 |             |
| 2022     | 6,78 m    | Lubbock | 14-5-2022 |             |
| 2021     | 6,82 m(i) | Lubbock | 26-2-2021 |             |
| 2020     | 6,57 m(i) | Lubbock | 14-2-2021 |             |
| 2019     | 6,07 m    | Hobbs   | 12-4-2019 |             |
| 2018     | 6,19 m    | Lubbock | 5-5-2018  |             |
| 2017     | 5,89 m    | Abuja   | 13-7-2017 |             |
| 2016     | 6,11 m    | Lagos   | 25-5-2016 |             |
| 2015     | 6,08 m    | Akure   | 11-7-2015 |             |
| 2014     | 5,65 m    | Calabar | 21-6-2014 |             |

### Salto triplo
| Stagione | Misura>    | Luogo      | Data      | Rank. Mond. |
| -------- | ---------- | ---------- | --------- | ----------- |
| 2024     | 13,89 m(i) | Lubbock    | 20-1-2024 |             |
| 2023     | 14,12 m    | Lubbock    | 29-4-2023 |             |
| 2022     | 14,11 m    | Benin City | 25-6-2022 |             |
| 2021     | 14,50 m    | Lubbock    | 10-4-2021 |             |
| 2020     | 13,49 m(i) | Lubbock    | 24-1-2020 |             |
| 2019     | 12,50 m(i) | Pittsburg  | 2-3-2019  |             |
| 2018     | 13,01 m(i) | Lubbock    | 3-3-2018  |             |
| 2017     | 12,57 m    | Abuja      | 15-7-2017 |             |

## Palmarès
| Anno | Manifestazione          | Sede       | Evento         | Risultato | Prestazione | Note |
| ---- | ----------------------- | ---------- | -------------- | --------- | ----------- | ---- |
| 2022 | Mondiali indoor         | Belgrado   | Salto in lungo | 8ª        | 6,69 m      |      |
| 2022 | Mondiali                | Eugene     | Salto in lungo | 11ª       | 6,52 m      |      |
| 2022 | Mondiali                | Eugene     | Salto triplo   | 21ª (q)   | 13,93 m     |      |
| 2022 | Giochi del Commonwealth | Birmingham | Salto in lungo | 6ª        | 6,56 m      |      |
| 2022 | Giochi del Commonwealth | Birmingham | Salto triplo   | 5ª        | 14,02 m     |      |
| 2023 | Mondiali                | Budapest   | Salto in lungo | 13ª (q)   | 6,60 m      |      |
| 2024 | Giochi panafricani      | Accra      | Salto in lungo | 4ª        | 6,62 m      |      |
| 2024 | Giochi panafricani      | Accra      | Salto triplo   | Oro       | 13,80 m     |      |
| 2024 | Giochi olimpici         | Parigi     | Salto in lungo | 10ª       | 6,58 m      |      |

## Campionati nazionali
- 1 volta campionessa nigeriana assoluta del salto in lungo (2023)
- 1 volta campionessa nigeriana assoluta del salto triplo (2022)

2014
- 7ª ai campionati nigeriani assoluti, salto in lungo - 5,65 m

2015
- Bronzo ai campionati nigeriani assoluti, salto in lungo - 6,07 m

2016
- 5ª ai campionati nigeriani assoluti, salto in lungo - 5,94 m

2017
- 4ª ai campionati nigeriani assoluti, salto in lungo - 5,89 m
- Bronzo ai campionati nigeriani assoluti, salto triplo - 12,57 m

2022
- Argento ai campionati nigeriani assoluti, salto in lungo - 6,53 m
- Oro ai campionati nigeriani assoluti, salto triplo - 14,11 m

2023
- Oro ai campionati nigeriani assoluti, salto in lungo - 6,49 m